# Telci, Manevîci
Telci (în ucraineană Тельчі) este un sat în comuna Krasnovolea din raionul Manevîci, regiunea Volînia, Ucraina.

## Demografie
Componența lingvistică a localității Telci
     Ucraineană (100%)
Conform recensământului din 2001, toată populația localității Telci era vorbitoare de ucraineană (100%).